# كارلوس راميريز ساندوفال
كارلوس راميريز ساندوفال (بالإسبانية: Carlos Ramírez Sandoval)‏ هو كاتب مكسيكي، ولد في 4 نوفمبر 1939 في موريليا في المكسيك، وتوفي في 29 يناير 2016 في مدينة مكسيكو في المكسيك.